# امیل بیلر
امیل بیلر (انگلیسی: Emil Beeler؛ زادهٔ ۷ نوامبر ۱۹۳۷) دوچرخه‌سوار اهل سوئیس است.